# Les Oraliens
Les Oraliens est une série télévisée jeunesse en 125 épisodes de 13 minutes créée par Laurent Lachance, alors chargé de projets pédagogiques au ministère de l'Éducation du Québec, conçus pour l'enseignement du français. Elle a été diffusée du 20 octobre 1969 au 5 juin 1970 à Radio-Québec.
Pierre Gauvreau, directeur du service de la réalisation à Radio-Québec en 1968, met en œuvre les séries Les Oraliens et Les Cent tours de Centour, produites en collaboration avec le ministère de l’Éducation du Québec. La série est ensuite rediffusée pendant 12 années, d'abord à Radio-Québec, société d'État créée en 1968, puis à la Télévision de Radio-Canada.

## Les personnages
« La formule des Oraliens alliait "pédagogie" et "science-fiction". À l'époque, la série Les Oraliens était la plus ambitieuse production télévisuelle pour enfants jamais réalisée au Canada ».

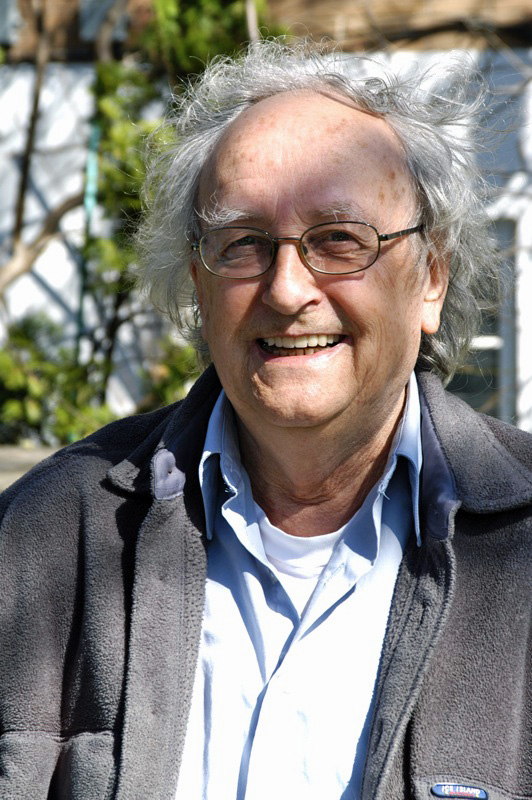
Le concepteur de la série Les Oraliens, Laurent Lachance en 2010

La série raconte les aventures de deux minuscules extra-terrestres de la planète Oralie, qui découvrent, comme le feraient tous les enfants, le monde qui les entoure. Chaque Oralien porte un uniforme de pilote spatial monopièce orange, orné de renforts aux articulations, de style vaguement futuriste, mais sans pantalon. Des bas-culottes orange aux jambes, leurs pieds n'étaient couverts que par de petites savates orange. Le visage est à demi couvert par une visière fusionnée à un chapeau semblable à un casque de cosmonaute et rappelant la forme d'un champignon orange. Kalinelle porte un médaillon doté d'un petit "écran" lui permettant de voir à distance. Picabo a un pistolet-réducteur qui peut rapetisser les objets et les gens.
Au fil des épisodes, les deux visiteurs intersidéraux, Kalinelle (Lisette Anfousse) et Picabo (Hubert Gagnon), se lient d'amitié avec François Colin, dit Francolin (Serge L'Italien), un sympathique habitant de la Terre qui leur offre une maison de poupée pour qu'ils puissent y habiter. Parmi les autres personnages principaux, l'on retrouve le perroquet parlant Couac (Gaétane Laniel), le chien mécanique (une marionnette au début, puis un humain costumé, plus tard dans la série) Millimagino, surnommé Milli (Pascal Rollin), un ordinateur omniscient et un passager clandestin de leur vaisseau spatial, le Furotte (André Cartier et Jean Chicoine, en alternance), vêtu d'un léotard orange tacheté de vert.
D'autres personnages apparaissent à divers intervalles: les Psis, sortes de vers mignons, mais qui peuvent donner des décharges électriques, Francine, la nièce de Franco et la très agressante Madame Pointu (Hélène Loiselle) et son redoutable parapluie qui s'abattait souvent sur le pauvre Francolin.

### L'objectif de la série
Le but de l'émission est un apprentissage du français parlé, destiné aux enfants du premier cycle du primaire. Nos deux extra-terrestres utilisent un pouvoir spécial pour influencer les situations qu'ils affrontent durant l'histoire présentée durant l'épisode du jour. Afin d'activer cette Force, la « Magie du Mot », les Oraliens énoncent, d'un ton appuyé, le bon mot pour la situation, qu'ils demandent ensuite aux enfants en classe de répéter tous ensemble.
À la différence d'une autre émission éducative de Radio-Québec destinée aux enfants du premier cycle, Les 100 tours de Centour, Les Oraliens insistent davantage sur le mot juste et la prononciation appropriée que sur la construction de phrases. La série utilise également le mauvais exemple : le Furotte, un de ces autres Oraliens « qui n'ont pas compris », marmonne toujours de manière incompréhensible et ne parvient jamais à ses fins dans ses projets de nuire à nos héros.

## Distribution
- Hubert Gagnon : Picabo
- Lisette Anfousse : Kalinelle
- Serge L'Italien : François Colin, dit Francolin
- Gaétane Laniel : Couac, le perroquet
- Pascal Rollin : Millimagino, surnommé Milli, le chien mécanique
- André Cartier et Jean Chicoine, en alternance : Le Furotte
- Hélène Loiselle : Madame Pointu